# Darány
Darány is een plaats (község) en gemeente in het Hongaarse comitaat Somogy. Darány telt 970 inwoners (2007).

## Voetnoten
1. 1 2  2007-es KSH-adatok